# 사이토카인 폭풍
사이토카인 폭풍(영어: cytokine storm) 또는 사이토카인 방출 증후군은 외부에서 침투한 바이러스에 대항하기 위한 인체 내 면역계의 과도한 반응이 정상 세포까지 공격하여 일어나는 과잉면역 · 염증반응이자 급성 면역 이상 반응이다. 면역 물질이자 세포간 신호 전달의 역할을 하는 사이토카인의 과다 분비로 인해 발열이 과도하게 일어나는 반응이다. 인체를 구성하는 단백질은 40도 이상에서 오랫동안 노출될 경우 단백질 변형이 일어날 수 있고, 그 결과 정상세포가 면역 세포에 의해 공격을 받아 다발성 장기 부전으로 사망할 수 있다. 스페인 독감때 주로 25세~45세의 아주 건장한 사람들에게서 나타난 엄청난 사망률은 이 사이토카인 폭풍으로 면역체계가 과민 반응을 일으켜 신체조직을 파괴하는 과정에서 생긴 2차 피해가 원인이었다. H5N1, 즉 조류독감에서도 사이토카인 폭풍 때문에 높은 폐사율이 나타났다. 또한 에볼라 바이러스에서도 이 증상이 나타났다. 또한 이 사이토카인 폭풍은 면역폭주의 일종이다